# Wanda Mann
Wanda Mann es un personaje de historieta ficticio protagonista del arco argumental Juego a ser tú de la serie de cómic The Sandman, guionizada por Neil Gaiman. Wanda fue uno de los primeros personajes abiertamente trans de la historia del cómic mainstream estadounidense.
El personaje tuvo un papel principal en la segunda temporada de la serie web de Netflix The Sandman, donde fue interpretada por Indya Moore.

## Historial de publicación
El personaje apareció por primera vez en The Sandman #32 en noviembre de 1991, siendo creada por el guionista y escritor Neil Gaiman y el dibujante Shawn McManus.

## Biografía ficticia
Wanda es una mujer trans que huyó de unos padres que no la aceptaban, mudándose a vivir a un bloque de pisos en Nueva York y forjando una amistad con Barbie, quien vivía en el piso contiguo y pasó a ser su mejor amiga. Un día en que Barbie y Wanda salieron de compras se encontraron en la calle con Martin Diezhuesos, un personaje animal de los sueños de Barbie, que había escapado del Reino de los sueños buscando su ayuda. La policía, creyéndolo un animal peligroso, lo abatió a disparos matándolo, y Wanda acompañó a su casa a una Barbie traumatizada por lo sucedido, incapaz de comprender la situación.
Esa misma noche, una pesadilla con forma física provocó pesadillas a todos los habitantes del bloque de pisos, incluida Wanda, que tuvo una pesadilla relacionada con su disforia de género y el trauma sufrido a raíz de la discriminación por parte de todo su entorno. Mientras que Wanda logró despertar, Barbie se quedó atrapada en su propia pesadilla. Wanda de reunió con dos vecinas que eran pareja, Hazel y Foxglove, y con una tercera vecina, Tesalia, quien era en secreto una bruja. Tesalia les explica lo sucedido a los tres, y asesina al causante de las pesadillas, usando su lengua, su rostro y sus hijos para viajar al mundo de los sueños, frente al horror del resto. Tesalia obligó a Wanda a permanenecer en el piso vigilando el cuerpo dormido de Barbie, mientras que las demás fueron a rescatarla.
Durante su tiempo vigilando a Barbie, Wanda comenzó una conversación con el hombre asesinado por Tesalia, cuya cara había colgado en la pared, y que aún era capaz de hablar incluso tras su fallecimiento. Él le reveló a Wanda que Tesalia no la incluyó en el grupo porque para llegar al reino de los sueños usaron magia únicamente femenina, y la Luna y los dioses consideraban a Wanda un hombre. Wanda alegó que sin importar lo que pensaran los dioses, ella sabía que era una mujer.
Tras esta conversación, Wanda continuó vigilando a Barbie, mientras un terrible temporal azotaba la ciudad. Barbie vio en la calle a una mujer vagabunda a la que ya conocía. Y no dudó en salir a ayudar y dejarla entrar en el piso. Esta le habló sobre su sobrina trans, a quien la sociedad no aceptó y terminaron matando. Tras esto, el colgante de Barbie comenzó a brillar y un fuerte vendaval rompió las ventanas, derribando después todo el edificio. Pese a que Barbie finalmemte fue liberada y despertó, Wanda murió protegiendo su cuerpo durante el derrumbamiento. 
Barbie hizo 12 horas en autobús para poder acudir al funeral que organizaron sus padres. Para su sorpresa, la familia de Wanda no respetó lo más mínimo sus deseos ni su identidad, cortándola el pelo, vistiéndola de traje y refiriéndose a ella por su deadname. Barbie fue bien acogida únicamente por su tía, y no fue invitada a la comida posterior. Una vez todo el mundo se había ido, Barbie tachó su antiguo nombre con el pintalabios favorito de Wanda y escribió su verdadero nombre con este mismo. Dejó además uno de sus cómics favoritos, para que Wanda tuviera algo que leer en la otra vida, y se lamentó de no haber estado a su lado para ayudarla. De vuelta a casa se quedó dormida en el autobús, y vio en sus sueños a Wanda, feliz y con un precioso vestido rosa, acompañada de una mujer a la que no reconocía, quien no era otra que Muerte. Finalmente y a pesar de su muerte, Wanda tuvo un final feliz, aceptando su paso al más allá y feliz por el bienestar de Barbie.

## En otros medios
- Reece Lyons dio voz a Wanda Mann en la versión original en audiolibro de The Sandman.[10]
- Indya Moore interpretó a Wanda en la serie web de Netflix The Sandman, adaptación oficial del cómic de Neil Gaiman.[4]